# Arblade-le-Haut
Arblade-le-Haut is een gemeente in het Franse departement Gers (regio Occitanie) en telt 276 inwoners (1999). De plaats maakt deel uit van het arrondissement Condom.

## Geografie
De oppervlakte van Arblade-le-Haut bedraagt 12,4 km², de bevolkingsdichtheid is 22,3 inwoners per km².
De onderstaande kaart toont de ligging van Arblade-le-Haut met de belangrijkste infrastructuur en aangrenzende gemeenten.

## Demografie
Onderstaande figuur toont het verloop van het inwonertal (bron: INSEE-tellingen).